# The Rundown (película)
The Rundown (El tesoro del Amazonas para España e Hispanoamérica o Kolobos en la versión doblada por Universal Pictures para Hispanoamérica) es una película del año 2003 dirigida por Peter Berg y protagonizada por Dwayne Johnson, Seann William Scott, Christopher Walken y Rosario Dawson.

## Sinopsis
Para pagar una deuda, poderse retirar y abrir su propio restaurante, un cazador de recompensas y chef frustrado (Dwayne Johnson) viaja a El Dorado, un pequeño pueblo en lo profundo de la jungla del Amazonas, para capturar a Travis (Seann William Scott) hijo de un millonario de Los Ángeles y llevarlo de vuelta. Pero cuando llega, descubre que a quien tiene que detener es sólo un muchacho ávido de emociones que busca un objeto antiguo llamado "el gato del diablo". Las cosas se complican cuando ambos se ven involucrados con el señor Hatcher (Christopher Walken), el jefe de una mina y los rebeldes de la zona y quien también quiere el tesoro cuya ubicación solo la conoce Travis.

## Reparto
- Dwayne Johnson como Beck.
- Seann William Scott como Travis Walker
- Rosario Dawson como Mariana.
- Christopher Walken como Hatcher.
- Ewen Bremner como Declan.
- Jon Gries como Harvey.
- Ernie Reyes, Jr. como Manito.
- William Lucking como Billy Walker.
- Antonio Muñoz como Kontiki Rebel.
- Stephen Bishop como Knappmiller.
- Arnold Schwarzenegger Cameo sin acreditar.

## Producción
A pesar de que la mayor parte de la trama de la película se desarrolla en Brasil, la verdad es que ninguna de sus escenas fueron filmadas allí debido a que el día que el equipo de producción viajó a Brasil para buscar los escenarios, fueron asaltados por bandidos fuertemente armados a las afueras de Manaus. Les robaron el equipo de cámaras y el dinero mientras los amenazaban con matarlos. Esta experiencia hizo que se decidieran por filmar en Hawái empezando el rodaje en la isla hawaiana de Kahu precedida por una ceremonia tradicional de la región. El rodaje en Hawái duro cinco semanas y luego se trasladaron a Los Ángeles para rodar el resto de las escenas en Hollywood, Hancock Park y en el jardín tropical que está en Los Ángeles Arboretum donde se filmaron las escenas de la base de los rebeldes. Las escenas del bar de Mariana (Rosario Dawson), las cavernas submarinas y el lugar donde reposaba "El Gato del Diablo" y el túnel que va hacia él, fueron filmadas en unos estudios de grabación de sonido en Van Nuys (California). Para las escenas de El Dorado, se construyó un pueblo a gran escala y real de 24 km² al norte de Los Ángeles al pie de las montañas de San Gabrie. El diseñador de producción Tom Duffield y su equipo llevaron al lugar cientos de kilos de tierra roja y miles de plantas tropicales para crear el enorme escenario. Dos semanas duro la construcción del pueblo a gran escala con su respectiva iglesia, mercados, bares, restaurantes, hogares y la cúpula de observación de cemento de Hatcher (Christopher Walken), flanqueada por colinas de más 150 m de tierra moldeada (decorada con madera tintada de rojo y yeso) que lindaba con la profunda mina de oro.

## Recepción

### Crítica
The Rundown recibió críticas en su mayoría positivas. En Rotten Tomatoes tiene una puntuación del 71 % de un promedio de 6.4 / 10. En Metacritic tiene una puntuación de 59 de 100 basada en 36 críticas. Roger Ebert, del Chicago Sun-Times le dio 3 estrellas de 4 destacando el aspecto visual de la película y sus personajes. Otros reconocidos críticos destacaron las escenas de acción, las coreografías, los gags y sobre todo la química entre Dwayne Johnson y Seann William Scott.

### Taquilla
A pesar de que la película fue bien recibida por la crítica, en la taquilla no le fue tan bien. En Estados Unidos después de un buen arranque la primera semana, cerró con una recaudación de $47 726 342 que sumado a la recaudación en el resto del mundo dio como resultado una recaudación total de $8 916 492 de un presupuesto de $85 000 000, lo que la convirtió en uno de los peores fracasos taquilleros de ese año. La película tuvo una mejor aceptación en el formato casero convirtiéndose en una de las películas comerciales más buscadas en las tiendas de alquiler y vídeo tiendas.

## Secuela
La pésima recaudación en la taquilla cerró de golpe las posibilidades de hacer una secuela de la película, sin embargo en septiembre del 2016 Peter Berg sorprendió a los fanes cuando dijo en una entrevista para el portal de entretenimiento Collider.com que ya había escrito un guion para una secuela de The Rundown en donde podría estar el actor Jonah Hill. Del proyecto no se volvió a hablar nada de manera oficial.